# HD 174632
HD 174632，又名CD-3016356，SAO 210663、HR 7105，是一颗恒星，视星等为6.63，位于銀經5.16，銀緯-13.72，其B1900.0坐标为赤經18h 46m 16.4s，赤緯-30° -13.72′ 10″。